# Myroslaw Ljubatschiwskyj

Wappen von Myroslaw Kardinal Ljubatschiwskyj

Myroslaw Iwan Kardinal Ljubatschiwskyj (ukrainisch Мирослав Іван Любачівський, wiss. Transliteration Myroslav Ivan Ljubačivs'kyj; * 24. Juni 1914 in Dolyna, Österreich-Ungarn; † 14. Dezember 2000 in Lemberg) war Erzbischof von Philadelphia, später Großerzbischof von Lemberg der ukrainischen griechisch-katholischen Kirche.

## Leben
Myroslaw Iwan Ljubatschiwskyj erhielt seine theologische und philosophische Ausbildung in Lwiw, am Canisianum in Innsbruck, in Sion und in Rom. Er promovierte zum Doktor der Katholischen Theologie und empfing am 28. September 1938 das Sakrament der Priesterweihe. In den Jahren 1938 bis 1942 arbeitete er als Seelsorger in Lemberg, ehe er bis 1947 in Rom weiterführende Studien betrieb. Von 1947 bis 1979 betreute er als Gemeindepriester in verschiedenen Städten der USA die dort lebenden ukrainischen Katholiken des Chrysostomus-Ritus. Darüber arbeitete er in der Priesterausbildung und als Hochschullehrer. Außerdem verfasste er zahlreiche Beiträge für Radio Vatikan.
1979 empfing er durch Papst Johannes Paul II. die Bischofsweihe und wurde Bischof von Philadelphia für die Christen des ukrainisch-katholischen Ritus. 1980 ernannte ihn Papst Johannes Paul II. zum Koadjutorerzbischof mit Nachfolgerecht des Erzbistums von Lemberg für die Katholiken des ukrainischen Ritus, dessen Leiter Myroslaw Iwan Ljubatschiwskyj 1984 wurde. 1985 nahm ihn der Papst als Kardinalpriester mit der Titelkirche Santa Sofia a Via Boccea in das Kardinalskollegium auf. 1991 kehrte er nach Lwiw zurück und übernahm die Leitung der Amtsgeschäfte vor Ort.
Myroslaw Iwan Ljubatschiwskyj starb am 14. Dezember 2000 in Lemberg und wurde in der dortigen Sankt-Georgs-Kathedrale beigesetzt.